# Einliegerwohnung
Eine Einliegerwohnung ist eine zusätzliche Wohnung in einem Eigenheim, die gegenüber der Hauptwohnung von untergeordneter Bedeutung ist. Dies definierte das von 1956 bis 2001 in Deutschland geltende Wohnungsbau- und Familienheimgesetz (WoBauG) in § 11.
Die Einliegerwohnung muss nicht notwendigerweise gegenüber der Hauptwohnung abgeschlossen  im Sinne der Baugesetze bzw. Ziffer 1.11 der DIN 283 03/1951 Blatt 1 sein, aber selbstständig vermietbar. Da wegen der Erhöhung der Ansprüche an den Wohnungsstandard nicht abgeschlossene Einliegerwohnungen kaum noch vermietbar sind, sind Einliegerwohnungen mittlerweile regelmäßig abgeschlossen. Wenn die Wohnung außerdem noch sanitäre Anlagen und eine feste Kochmöglichkeit enthält, gilt das Gebäude im Steuerrecht als Zweifamilienhaus (§ 181 des Bewertungsgesetzes).
Sowohl Haupt- als auch Einliegerwohnung mussten während der Geltung des II. WoBauG dem Wohnungsbegriff der Ziffer 1.1 der DIN 283 03/1951 Blatt 1 entsprechen. Hierunter wurde eine Summe von Räumen verstanden, welche die Führung eines Haushaltes ermöglichten, darunter stets eine Küche oder ein Raum mit Kochgelegenheit. Außerdem gehörten dazu notwendigerweise Wasserversorgung, Ausguss und Toilette. Die Energieversorgung war durch Strom oder Gas nicht zwingend, obwohl schon damals zumindest elektrisches Licht üblich war.   
Aus der Funktion als untergeordnete Wohnung ergibt sich, dass die Einliegerwohnung keinen direkt nutzbaren Wohnungszugang vom Freien aus hat, denn sonst wäre sie als zweite Wohnung im Wohnhaus anzusehen. Deshalb kann der Zugang zur Einliegerwohnung zum Beispiel von einem gemeinsamen Windfang aus oder über das Treppenhaus der Hauptwohnung erfolgen, weshalb sie grundsätzlich auch im Keller- oder Dachgeschoss möglich ist.     
Für Mietverhältnisse über Einliegerwohnungen gelten teilweise besondere gesetzliche Vorschriften, insbesondere hinsichtlich des Kündigungsschutzes (siehe § 573a des Bürgerlichen Gesetzbuches).
Ursprünglich dienten Einliegerwohnungen zur Vermietung an die auf Bauernhöfen beschäftigten Landarbeiter, die sogenannten Einlieger. Nach dem Zweiten Weltkrieg war in Deutschland durch das 1. Wohnungsbaugesetz der Einbau von Einliegerwohnungen in neue Einfamilienhäuser vorgeschrieben, um den Wohnungsmangel zu beheben. Allerdings wurden viele Einliegerwohnungen dann nicht frei vermietet, sondern von Familienangehörigen der Hauseigentümer (z. B. Eltern, Großeltern) genutzt.